# Cantone di Ploufragan
Il Cantone di Ploufragan è una divisione amministrativa dell'Arrondissement di Saint-Brieuc.
A seguito della riforma approvata con decreto del 13 febbraio 2014, che ha avuto attuazione dopo le elezioni dipartimentali del 2015, non ha subìto modifiche.

## Composizione
Comprende 5 comuni:
- La Méaugon
- Plédran
- Ploufragan
- Saint-Donan
- Saint-Julien